# Podlëdnaja Dolina Radiofizikov
Podlëdnaja Dolina Radiofizikov (englische Transkription von russisch Подлёдная Долина Радиофизиков Podljodnaja Dolina Radiofisikow, deutsch ‚Vereistes Strahlenphysikertal‘) ist ein Tal im ostantarktischen Enderbyland. Es liegt südöstlich der japanischen Mizuho-Station.
Russische Wissenschaftler benannten es.